# D.I.
『D.I.』（英語題: Divine Intervention）は、エリア・スレイマン監督・脚本・主演による2002年のフランス・モロッコ・ドイツ・パレスチナ合作のコメディ映画。

## あらすじ
エルサレムに暮らすE.S.（エリア・スレイマン）には恋人の女（マナル・ハーデル）がいる。しかし、ラマッラーに暮らす彼女はエルサレムに入ることができないため、2人は検問所のそばの駐車場でデートを重ねることしかできずにいる。ある日、E.S.は赤い風船にヤセル・アラファトの顔を描き、それを膨らませて宙に放つ。空高く舞い上がった風船に兵士たちの注意が向いている隙に、2人が乗った車は検問所を通過することに成功する。女は、しばらくE.S.と暮らしたのち、彼の家を出て行く。
5人のイスラエル軍の兵士が、屋外で射撃訓練を受けている。彼らは、ムスリムの女性の絵が描かれた標的を次々と撃ち抜く。しかし、ひとつの標的だけは撃たれても倒れない。教官と兵士たちが怪訝に思っていると、その標的の後ろから女が姿を見せる。兵士たちは女に向けて発砲するが、女は超人的な能力を発揮して、彼らを倒していく。戦闘を終えた女は標的の後ろに姿を消し、ひとり残された教官は途方に暮れるのだった。

## キャスト
- E.S. - エリア・スレイマン
- 女 - マナル・ハーデル
- E.S.の父 - ナーエフ・ダヘル
- E.S.の母 - ナジーラ・スレイマン

## 評価
Metacriticでは、24件のレヴューで平均値は74点だった。Rotten Tomatoesでは、68件のレヴューで平均値は7.2点、支持率は81%だった。
『Variety』のデレク・エリーは「常に想像力が豊かで、しばしば人目を引くが、ときどき利口すぎる作品」と評した。
第55回カンヌ国際映画祭にて審査員賞と国際批評家連盟賞を受賞した。